# إميليانو ألفاريز
اميليانو ألفاريز (بالإسبانية: Emiliano Álvarez) مواليد 25 أكتوبر 1912 في رينتيريا، إسبانيا، هو دراج إسباني سابق في صنف سباق الدراجات على الطريق.

## سجل النتائج

### سباقات أو مراحل فاز بها
- طواف إسبانيا

## روابط خارجية
- إميليانو ألفاريز على موقع أرشيف الدراجات (الإنجليزية)
- إميليانو ألفاريز على موقع إحصائيات الدراجات الإحترافية (الإنجليزية)
- إميليانو ألفاريز على موقع CycleBase (الإنجليزية)